# 1263 Варшавія
1263 Варшавія (1263 Varsavia) — астероїд головного поясу, відкритий 23 березня 1933 року.
Тіссеранів параметр щодо Юпітера — 3,178.
Назва за латинською назвою польської столиці Варшави.